# Klassifizierungsspange (MdI)
Die Klassifizierungsspange des Ministeriums des Innern war eine im Fachbereich des Ministeriums des Innern (MdI) der Deutschen Demokratischen Republik (DDR) verliehene nichtstaatliche Auszeichnung.
Das Klassifizierungsabzeichen hat die Form einer versilberten Spange, die 63 mm breit ist und beidseitig aus fünf Strahlen besteht, die sich nach außen hin verjüngen. Der mittlere der fünf Strahlen ist dabei der breiteste. In der Mitte der Spange ist der Stern der Volkspolizei zu erkennen in dessen Mitte das farbige Staatswappen der DDR zu sehen ist. Unter dem Wappen ist die römische schwarze Ziffer der verliehenen Stufe I, II oder III in einem weiß lackierten ovalen Feld eingelassen. Die Ziffer I war dabei die höchste Stufe.